# Bahía de São José
La bahía de São José es una bahía brasilera del Estado de Maranhão. Se ubica al este de la Isla de São Luís, próximo al municipio de São José de Ribamar.
- Datos: Q4875263